# 박준우 (2005년)
박준우(2005년 5월 27일 ~ )는 KBO 리그 롯데 자이언츠의 투수이다.

## 롯데 자이언츠시절
2024년에 입단하였다. 2024년 9월 8일 SSG 랜더스와의 경기에 출전하며 데뷔 첫 경기를 치렀고, 경기에서 1이닝 무실점을 기록하였다.

## 출신 학교
- 상동초등학교
- 부천중학교
- 유신고등학교